# Alois Jalovec
Alois Jalovec (28. února 1867 Praha-Malá Strana – 16. září 1932 Praha) byl český kameraman a jeden z průkopníků české kinematografie, posléze filmový podnikatel. Otec Václava Jalovce, představitele dospívajícího chlapce Pavla ve filmu Josefa Rovenského Řeka z roku 1933.

## Život a tvorba
Alois Jalovec byl původním povoláním cukrář. V září roku 1905 začal s promítáním filmů na letní scéně v zahradě smíchovské Klamovky, kde vystřídal Viktora Ponrepa. V roce 1906 pak nadobro opustil své cukrářské povolání a spolu se svým švagrem Františkem Tichým založili První český a křesťanský závod Illusion, v němž měli kino, půjčovnu filmů a malou laboratoř. Firma zprvu působila Na Slovanech, později (od března 1909) v šermírně domu U božího oka na pražském Václavském náměstí.
Roku 1912 založili Jalovec a Tichý jeden z prvních odborných filmových časopisů Český kinematograf. Současně se dostal k filmové kameře, za níž to nejprve zkoušel jako dokumentarista filmového žurnálu Pražské aktuality. Stal se tak průkopníkem naší filmové publicistiky, neboť jeho záběry přinášely aktuální záběry z dění v Praze často téhož dne, kdy byly natočeny. Tak byly zachyceny významné události – různé slavnostní akty, odhalování pomníků a otvírání mostů, automobilové závody Zbraslav – Jíloviště, poutě, lety balónem. Významné jsou záběry z mobilizace r. 1914. Díky Jalovcovi se dochovaly snímky Jakuba Arbese, Jindřicha Mošny a dalších osobností.
Ve firmě Illusion vznikaly i hrané filmy, např. Cholera v Praze, komedie Pan profesor, nepřítel žen nebo Zamilovaná tchyně. Jalovec byl často jejich kameramanem. Většina filmů této společnosti se nedochovala a 1. světová válka znamenala konec společnosti. Zatímco Tichý se za války stal majitelem několika pražských kin, Jalovec se věnoval práci ve filmové laboratoři, ve které vymýšlel stále něco nového. Byl nesmírně pracovitý, hodně znal a uměl, bylo na něho spolehnutí. Čeští filmaři ho později nazývali „tátou Jalovcem“.
S Vladimírem Slavínským krátce po skončení války zakládají novou filmovou společnost –  Pojafilm. Jalovcovy laboratoře ve Vodičkově ulici zajišťovaly společnost materiálem. Byly zřízeny z pětipokojového bytu ve starém domě vedle paláce U Nováků. Zde si Jalovec pro své soukromí ponechal jen malou kuchyňku a pokojíček, v dalších místnostech byly temná komora, dvě střižny, sušírna, kopírna, barvírna a promítací síň. Slavínský se stal ve firmě ihned postavou pro prezentaci na veřejnosti jako scenárista, režisér a zpočátku jako častý herec.
Jalovec se se Slavínským rozešel v roce 1923, když byl jeho přítel ve značné finanční krizi a musel si přivydělávat jinak. Firma Pojafilm se udržela díky Jalovcovi ještě několik let, v březnu 1928 vznikl v promítací síni požár, který zničil nejen přístroje, ale i řadu kopií českých filmů. Jalovec s činností skončil, po jeho smrti se laboratoří ujal r. 1933 Václav Münzberger. Laboratoř krátce působila ještě po 2. světové válce.
Zemřel roku 1932, pohřben byl v urnovém háji Krematoria Strašnice.

## Filmografie

### Kamera
- Faust (1913)
- Cholera v Praze (1913) (s Josefem Brabcem)
- Pan profesor, nepřítel žen (1913)
- Zkažená krev (1913)
- Život šel kolem (1913) (s Josefem Brabcem)
- Zamilovaná tchyně (1914)
- A vášeň vítězí (1918)
- Démon rodu Halkenů (1918)
- Dobrodružství Joe Focka (1918)
- Ošálená komtesa Zuzana (1918)
- Pro hubičku do Afriky (1919)
- Za svobodu národa (1920) (s J. Brichtou, O. Hellerem, S. Innemannem a V. Münzbergerem)

### Herec
- Sněženky (1920) – vedoucí projekční kanceláře

### Režie
- Cholera v Praze (1913)